# Hector Hogan

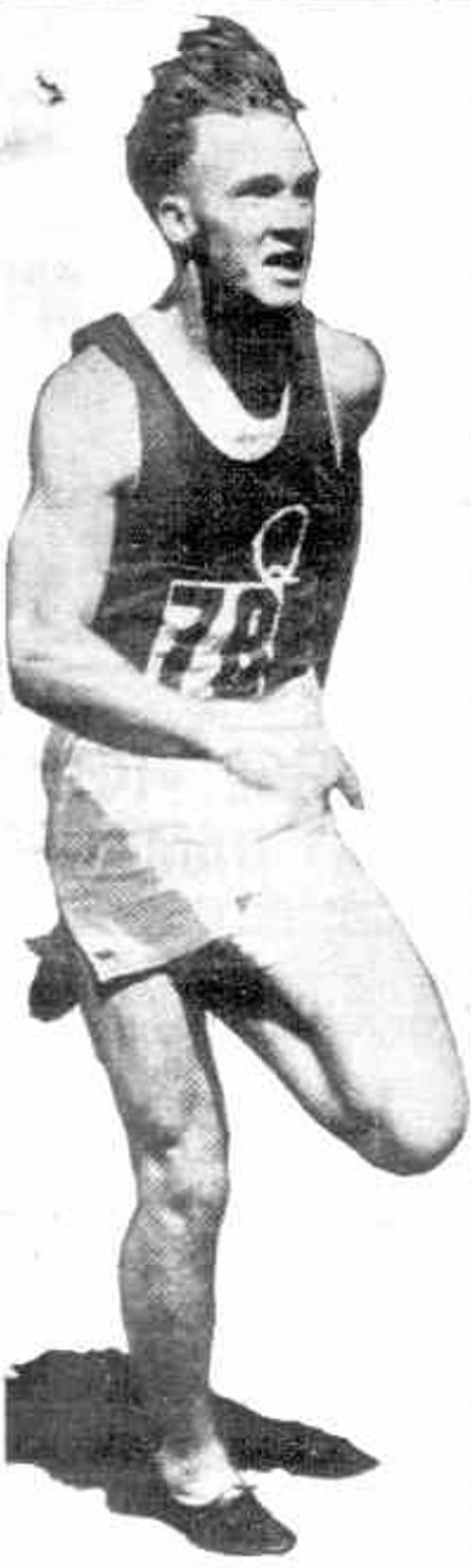
Hector Hogan (1954)

Hector Dennis „Hec“ Hogan (* 11. Juli 1931 in Rockhampton; † 2. September 1960 in Brisbane) war ein australischer Leichtathlet, der in den 1950er Jahren im Sprint erfolgreich war. Er gewann zehn australische Meisterschaften:
| Jahr              | 1950     | 1951     | 1952     | 1953      | 1954      | 1955      | 1956     | 1957     |
| 100 Yards         | 9,9 (3.) | 9,6 (1.) | 9,7 (1.) | 9,5 (1.)  | 9,9 (1.)  | 9,7 (1.)  | 9,4 (1.) | 9,6 (1.) |
| 220 Yards         |          |          |          | 21,6 (1.) |           | 21,3 (1.) |          |          |
| Weitsprung (in m) |          |          |          | 7,01 (1.) | 7,08 (3.) |           |          |          |

Bei internationalen Wettkämpfen konnte er vier Bronzemedaillen gewinnen:
- Als Mitglied der australischen 4 × 110-yds-Staffel bei den British Empire and Commonwealth Games 1954 in Vancouver (41,7 s) und 1958 in Cardiff (41,5 s)
- Über 100 yds bei den British Empire and Commonwealth Games 1954 in Vancouver (9,7 s) bzw. über 100 m bei den Olympischen Sommerspielen 1956 in Melbourne (10,6 s / 10,77 s el.) hinter den beiden US-Amerikanern Bobby Morrow und Thane Baker (beide 10,5 s). Über 200 m schied er mit 21,7 s schon im Viertelfinale aus.

Hector Hogan starb mit 29 Jahren an Leukämie.